# Dendrophylax barrettiae
Dendrophylax barrettiae är en orkidéart som beskrevs av William Fawcett och Alfred Barton Rendle. Dendrophylax barrettiae ingår i släktet Dendrophylax och familjen orkidéer. Inga underarter finns listade i Catalogue of Life.